# 전우치 (영화)
"전우치"는 2009년 하반기에 개봉한 대한민국의 영화이다. 작자 미상의 고전 소설 '전우치전'을 극화한 KBS 2TV 수목 드라마인 '전우치'와는 전혀 다른 작품이다.

## 줄거리
요괴들이 세상을 어지럽히던 시절, 표운대덕은 피리를 불며 요괴의 마성을 잠재우고 있었다. 원래 3000일을 불어야 했는데 세 신선의 실수로 하루 일찍 옥문이 열리고 마성에 빠진 표운대덕과 요괴들은 지상으로 내려와 인간의 몸속에 들어간다. 그들은 자신이 누구였는지 기억조차 잃고 살아간다. 세 신선이 피리를 찾는 과정에서 화담은 자신이 요괴라는 사실을 알게 되어 피리를 차지하려고 한다. 천관도사는 화담이 피리를 얻지 못하도록 노력하다가 죽게 되고, 그의 제자 전우치는 스승님을 죽인 사람이 화담이라는 것을 알고 화담을 찾으려고 한다. 하지만 세 신선은 전우치가 스승님을 죽이고 피리를 얻으려 했다고 오해를 하고, 전우치는 누명을 쓰고 그림족자에 봉인되고 만다. 이렇게 족자에 봉인된 조선시대 악동 도사 전우치가 500년 후인 2009년 현대에 봉인이 풀려난다. 500년 뒤 요괴가 다시 나타나자 세 신선이 요괴를 잡기 위해 전우치를 족자에서 해방시킨다. 족자에서 해방된 전우치는 화담을 찾아 스승님에 대한 복수를 하고, 화담으로부터 피리를 지켜낸다.

## 캐스팅
- 강동원 : 전우치 역 - 본작의 주인공. 사고뭉치 도사. 천관대사의 제자로 그의 밑에서 수련을 하고 있지만 워낙 좌충우돌이라 허구한 날 사고를 치기 일쑤다.
- 김윤석 : 화담 역 - 본작의 최종 보스. 모티브는 서경덕. 인간세상에서 도사 일을 하면서 사람들을 도왔지만 그 정체는 12지 요괴의 일원인 양 요괴.
- 임수정 : 서인경 역 - 본작의 여주인공. 전우치가 만파식적을 가져오기 위해 요괴들과 전투하던 중에 보쌈해온 과부.
- 유해진 : 초랭이 역 - 본작의 서브 주인공. 전우치의 절친한 친구이자 충성스런 조수.
- 송영창 : 중 역
- 주진모 : 무당 역
- 김상호 : 신부 역
- 선우선 : 여의사/요괴 역 - 본작의 중간 보스 1. 정신과 전문의로 등장하지만 알고 보면 12지 요괴의 일원인 토끼 요괴.
- 공정환 : 도우미/요괴 역 - 본작의 중간 보스 2. 병원의 도우미와 어느 양반집 대감으로 등장하지만 12지 요괴의 일원인 쥐 요괴.
- 권태원 : 왕 역
- 이숙 : 이천댁 역
- 박남희 : 마님 역
- 이용녀 : 노파 역
- 김기천 : 대감 역
- 방길승 : 황색한복 1 역
- 조운 : 황색한복 2 역
- 김지민 : 황색한복 3 역
- 서연수 : 궁녀 1 역
- 이미도 : 궁녀 2 역
- 박수영 : 대감아들 역
- 김서현 : 양반 1 역
- 윤종구 : 양반 2 역
- 최교식 : 양반 3 역
- 신수현 : 환자손녀 역
- 김동현 : 가마꾼 1 역
- 양성일 : 주막사람 1 역
- 장희영 : 주막사람 2 역
- 김준호 : 주막사람 3 역
- 강동균 : 천군들 역
- 김현우 : 천군들 역
- 서영태 : 천군들 역
- 유영기 : 천군들 역
- 김윤미 : 선녀들 역
- 변시영 : 선녀들 역
- 송진현 : 선녀들 역
- 이나경 : 선녀들 역
- 한연호 : 궁중악사 역
- 박미정 : 궁중악사 역
- 임준억 : 궁중악사 역
- 이지혜 : 궁중악사 역
- 유필재 : 궁중악사 역
- 이용희 : 궁중악사 역
- 김기범 : 궁중악사 역
- 박용범 : 궁중악사 역
- 김현식 : 궁중악사 역
- 우혜림 : 궁중악사 역
- 이정은 : 궁중악사 역
- 송태영 : 궁중악사 역
- 안성진 : 궁중악사 역
- 박명화 : 궁중악사 역
- 곽동호 : 궁중악사 역
- 김동헌 : 궁중악사 역
- 남상종 : 궁중악사 역
- 채주병 : 궁중악사 역
- 홍경연 : 아줌마 역
- 장준녕 : 매니저 역
- 박민규 : 흰잠바 역
- 조상건 : 창고지기 역
- 김강우 : 형사 역
- 노현정 : 소형차여자 역
- 이대로 : 정치인 역
- 황건 : 보좌관 역
- 정인기 : 감독 역
- 이재구 : 제작자 역
- 백도빈 : 친일파 역
- 정영훈 : 조감독 역
- 최진호 : 양복대장 역
- 노준호 : 양복경비 1 역
- 이승찬 : 양복경비 2 역
- 김동효 : 양복경비 3 역
- 노승범 : 양복cctv 역
- 김한준 : 벽보일꾼 역
- 강수영 : 바텐더 역
- 이석원 : 에필로그 경찰 역
- 최애경 : 기자 역
- 신철진 : 노숙자 역
- 김춘기 : 간수 역
- 백동현 : 순찰경찰 1 역
- 노남석 : 순찰경찰 2 역
- 이도현 : 박연주자 / 순찰경찰 3 역
- 박지연 : CF스튜디오 스텝 역
- 김시권 : 사진작가 역
- 박지희 : 경성시대 댄서 역
- 최우리 : 경성시대 댄서 역
- 김선영 : 경성시대 댄서 역
- 이철희 : 경성시대 밴드 역
- 이동준 : 경성시대 밴드 역
- 안태경 : 경성시대 밴드 역
- 최보훈 : 경성시대 밴드 역
- 유장근 : 경성시대 밴드 역
- 전헌태 : 운전자 역
- 전지혜 : 여대생 1 역
- 장지인 : 여대생 2 역
- 이동용 : 은행직원 역
- 전상진 : 생맥주집주인 역
- 정지인 : 레스토랑 아이 역
- 이성두 : 택시기사 역
- 박형준 : 꽃차청년 역
- 정윤헌 : 오토바이 라이더 1 역
- 윤대원 : 오토바이 라이더 2 역
- 민지혁 : 10인의 전우치 역
- 김기범 : 10인의 전우치 역
- 김대호 : 10인의 전우치 역
- 김성준 : 10인의 전우치 역
- 김우희 : 10인의 전우치 역
- 박성훈 : 10인의 전우치 역
- 오준석 : 10인의 전우치 역
- 윤영진 : 10인의 전우치 역
- 정우철 : 10인의 전우치 역
- 조상민 : 10인의 전우치 역
- DJ 멀더 : 클럽 DJ 역
- 고기연 : 클럽 여인 역
- 김고은 : 클럽 여인 역
- 김규연 : 클럽 여인 역
- 김지선 : 클럽 여인 역
- 김진아 : 클럽 여인 역
- 김혜지 : 클럽 여인 역
- 박령은 : 클럽 여인 역
- 박연수 : 클럽 여인 역
- 박은희 : 클럽 여인 역
- 선민화 : 클럽 여인 역
- 성아현 : 클럽 여인 역
- 손선영 : 클럽 여인 역
- 송인희 : 클럽 여인 역
- 송진영 : 클럽 여인 역
- 오윤아 : 클럽 여인 역
- 이슬기 : 클럽 여인 역
- 이우희 : 클럽 여인 역
- 정승아 : 클럽 여인 역
- 정혜란 : 클럽 여인 역
- 정홍주 : 클럽 여인 역
- 고준영 : 농구공 튀기는 아이 역
- 김민아 : 도어락 (목소리) 역
- 김정란 : 나레이션 역
- 신영진 : 주모 역

- 백윤식 : 스승 천관대사 역 (특별출연)
- 염정아 : 여배우 역 (특별출연)
- 김효진 : 빨간머리 역 (특별출연)